# Jean Vioulac
Jean Vioulac est un philosophe français né en 1971 à Béziers.

## Biographie
Né le 7 avril 1971 à Béziers en Occitanie, Jean Vioulac fait ses études aux universités de Montpellier, Nanterre et Paris-I-Panthéon-Sorbonne. Professeur agrégé de philosophie et docteur en philosophie de l'université Paris-Sorbonne, il enseigne la philosophie en khâgne au lycée Auguste-Blanqui de Saint-Ouen.

## Thématiques
Sa pensée, située dans la postérité de Marx et de la phénoménologie allemande, se consacre à analyser l'époque contemporaine définie comme crise, à partir de la question de la technique et du capitalisme, mais aussi à partir des thèmes nietzschéens de la mort de Dieu et du nihilisme.
Il aborde l’époque contemporaine à partir de la révolution industrielle, considérée comme la plus grande rupture de l’histoire de l’humanité depuis la révolution néolithique. Pour comprendre un tel bouleversement, il n’est plus possible de penser comme avant, et la philosophie elle-même est devenue obsolète. Il faut donc la redéfinir entièrement. 
Jean Vioulac redéfinit la philosophie comme anarchéologie : « Le concept d’anarchéologie est la détermination rigoureuse de la philosophie une fois qu’elle a surmontée sa configuration métaphysique ». La philosophie ne se fonde plus sur une théologie, elle ne cherche plus le principe (arkhê) dans la transcendance et l’éternité, elle devient archéologie et recherche dans l’immanence et le passé, pour découvrir l’absence de tout principe et aboutir à un principe d’anarchie : « L’anarchéologie est l’archéologie phénoménologique qui assume le principe d’anarchie et démantèle les institutions hiérarchiques pour révéler l’abîme au-dessus duquel elles s’installent et qu’elles avaient pour fonction de dénier ». 
Ce point de vue révèle alors que la philosophie telle qu'elle s'était développée depuis les Grecs, comme métaphysique, s'accomplit aujourd'hui dans la cybernétique, c'est-à-dire le totalitarisme technologique, indissociable du capitalisme.
Dans Métaphysique de l'anthropocène (2023), Vioulac analyse philosophiquement comment, avec l'avènement du logos, l'homme a accentué sa différenciation du règne animal et la négation de son animalité, ce qui a fait de lui un « néganthrope » et entraîné la destruction des espèces et, à terme, les possibilités de vie sur notre planète. En bref, l'homme est devenu l'agent de sa propre destruction. Ainsi « la catastrophe annoncée n’est pas prioritairement décrite comme un fait écologique, mais comme une vérité ontologique. Autrement dit, ce qui nous arrive est avant tout l’accomplissement d’une certaine conception de l’être et du monde, qui agit comme le logiciel de notre civilisation. Ce programme s’énonce magistralement dans la métaphysique de Platon, se retrouve théologisé par le christianisme, industrialisé par le capitalisme ou encore étatisé par les totalitarismes».
Le second tome (2024) « éclaire les crises simultanées des conditions de la vie et des conditions de l’esprit », pour montrer comment la rationalité objectivée dans le machinisme en dépossède méthodiquement les sujets, qui sont alors eux-mêmes soumis à sa puissance de destruction automatisée : « En déléguant le logos à des machines, en confiant à des ordinateurs sa culture, sa mémoire, son langage, jusqu’à réduire le logos au logiciel, l’humain, de fait, s’éteint quand l’écran des objets intelligents s’allume». La logique de ce système est celle du capitalisme tel que décrit par Marx, c’est-à-dire comme « dispositif autonomisé de l’objectivité morte». Vioulac fait donc de la révolution anti-capitaliste une nécessité, tout en montrant l’échec catastrophique et l’obsolescence de toutes les stratégies révolutionnaires connues jusqu’ici.

## Prix
Jean Vioulac a reçu le Grand prix de philosophie de l’Académie française pour l'ensemble de son œuvre et le Prix Cioran 2023 pour Métaphysique de l'Anthropocène.

## Ouvrages publiés
- L'Époque de la technique : Marx, Heidegger et l'accomplissement de la métaphysique[15],[16], Presses universitaires de France, collection Épiméthée, 2009, 328 p.
- La Logique totalitaire : Essai sur la crise de l’Occident, Puf, Épiméthée, 2013, 496 p. ; 2e édition Puf, Quadrige, 2023, 648 p.
- Apocalypse de la vérité : Méditations heideggériennes[17], préface de Jean-Luc Marion, Ad Solem, 2014, 262 p.
- Science et Révolution : Recherches sur Marx, Husserl et la phénoménologie, Puf, Épiméthée, 2015, 288 p.
- Approche de la criticité : Philosophie, capitalisme, technologie, Puf, 2018, 500 p.
- Marx. Une démystification de la philosophie, Ellipses, 2018, 224 p.
- Anarchéologie : Fragments hérétiques sur la catastrophe historique, Puf, 2022, 368 p.
- Métaphysique de l'Anthropocène
  - tome I : Nihilisme et totalitarisme, Puf, 2023, 368 p.
  - tome II : Raison et destruction, Puf, 2024, 466 p.

## Contributions à des ouvrages collectifs
- « Marx et la métaphysique. La question critique après Hegel » dans Olivier Clain, Marx philosophe, Québec, Nota Bene, 2009.
- « Marx et la question de la technique » dans Fabien Granjon, Matérialismes, culture & communication, Paris, Presses des Mines, 2016.
- « Perspectives phénoménologiques. De la prospection du monde à la spectrologie des communautés » dans Yves-Charles Zarka, Avishag Zafrani, La phénoménologie et la vie, Paris, Hermann, 2019.
- « Métaphysique, technique, révolution. Un tournant réactionnaire dans la pensée de Martin Heidegger » dans Sophie-Jan Arrien, Christian Sommer, Heidegger aujourd’hui. Actualité et postérité de sa pensée de l’événement, Paris, Hermann, 2020.
- « Archéologie de l’histoire. La philosophie et l’idée de préhistoire » dans Sophie de Beaune, Rémi Labrusse, La préhistoire au présent, Paris, CNRS, 2021.
- « L’esprit du communisme et son destin. Contribution à l’archéologie du bien commun» dans Jean-Claude Monod, Émilie Tardivel, Dialectique du bien commun, Paris, Hermann, 2022.

## Articles en ligne
- Une spirale d’auto-destruction : Anthropologie du point de vue catastrophique Le Grand Continent, 25 juin 2022.
- Introduction à la métaphysique de l’Anthropocène Le Grand Continent, 21 mai 2023.
- Révolution et destruction : l'obstacle fasciste Lundimatin, 13 décembre 2023.
- La catastrophe qui vient Le Grand Continent, 30 mars 2024.